# St. Maternus (Merbeck)

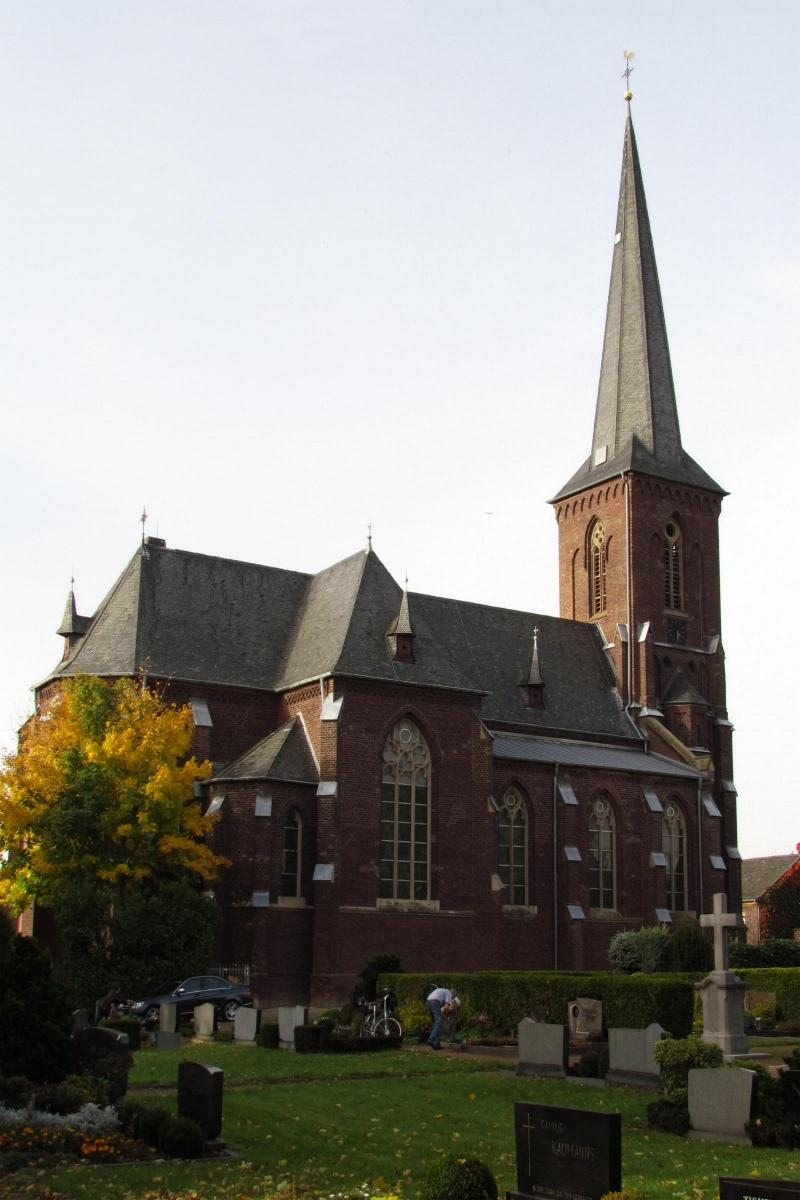
St. Maternus in Merbeck

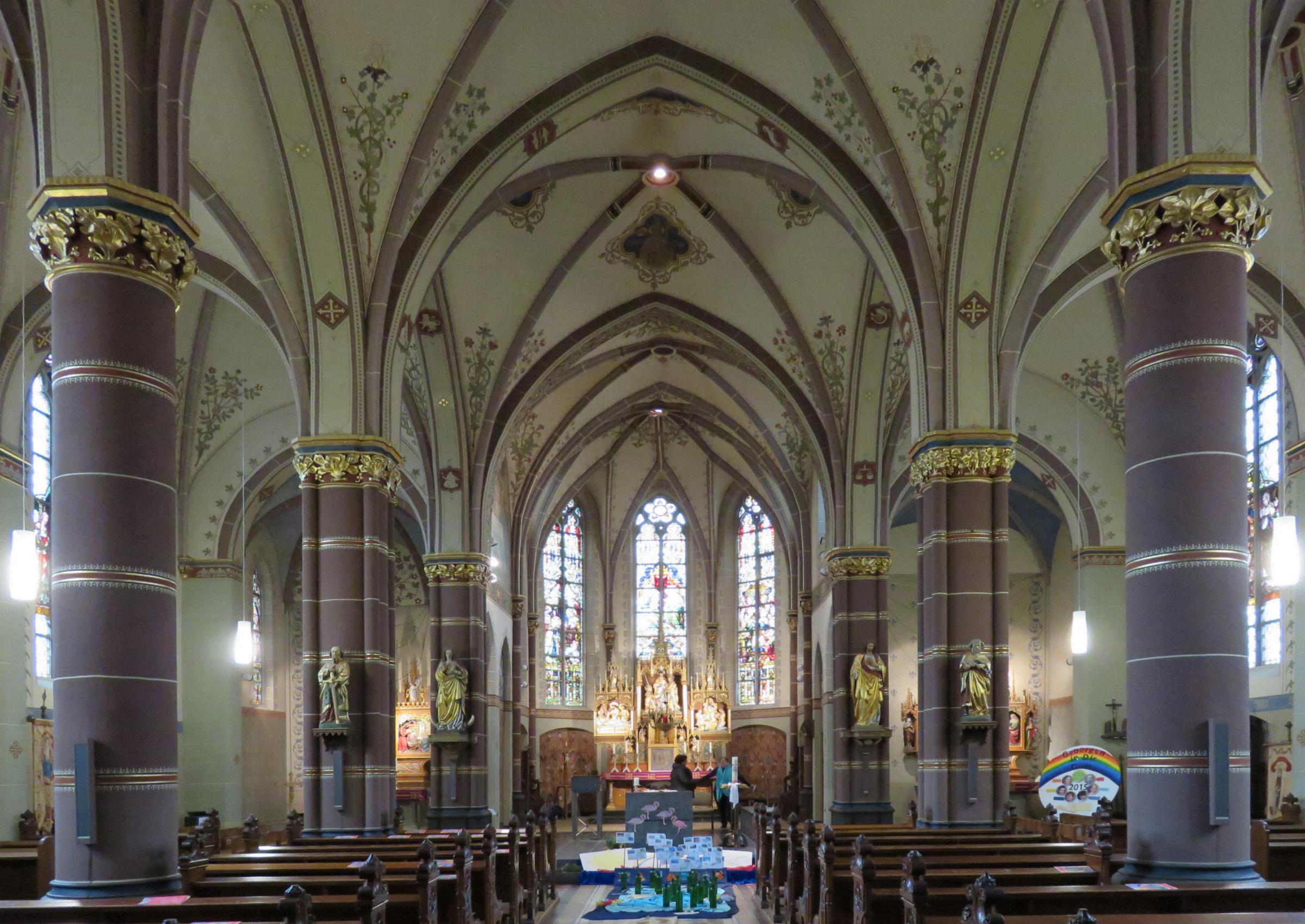
Innenraum

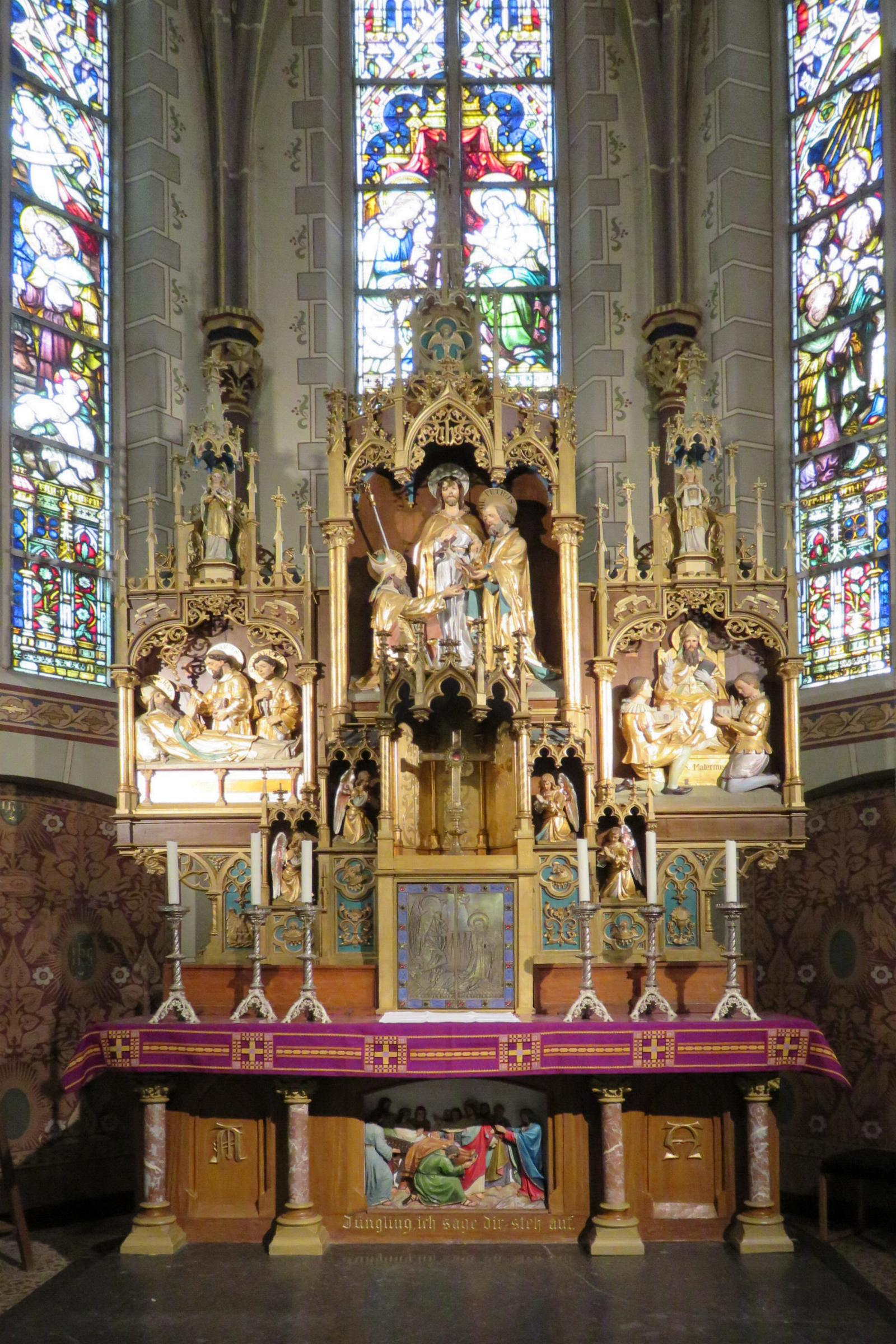
Neugotischer Hochaltar

St. Maternus ist die römisch-katholische Filialkirche des Ortsteils Merbeck der Stadt Wegberg im Kreis Heinsberg (Nordrhein-Westfalen).
Die Kirche ist unter Nummer 65 in die Liste der Baudenkmäler in Wegberg eingetragen.

## Geschichte
Bis zum Jahr 1818 war Merbeck eine Filiale der Pfarre St. Bartholomäus Niederkrüchten. Jedoch wurde auf Bitten der Bewohner Merbeck in diesem Jahr zur eigenständigen Pfarrgemeinde erhoben.
Zu dieser Zeit existierte auch bereits eine Kirche in Merbeck. Sie war ein Bau des 18./19. Jahrhunderts. Im Jahr 1893 stellte der damalige Pfarrer Joseph Heyden den Antrag an das Kölner Generalvikariat zum Neubau einer Kirche am Platz der alten, die zu klein geworden war. Darauffolgend gründete sich 1901 ein Kirchenbauverein. Die Kölner Architekten Carl Rüdell und Richard Odenthal, die ein gemeinsames Büro hatten, wurden mit dem Bau der neuen Pfarrkirche beauftragt. Am 21. Juli 1902 wurden die Baupläne durch das Generalvikariat genehmigt und so konnte das Gotteshaus zwischen 1903 und 1904 auf dem Platz der alten Kirche errichtet werden, nachdem diese niedergelegt worden war. Der erste Gottesdienst wurde am 31. Oktober 1904 gefeiert und die Weihe der dreischiffigen, neugotischen Hallenkirche mit vorgestelltem Glockenturm, Querschiff und fünfseitig geschlossenem Chor erfolgte zwei Jahre später am 26. Juli 1906.
Im Februar 1945 wurde das Bauwerk infolge des Zweiten Weltkriegs geringfügig beschädigt. Diese Schäden wurden bis 1953 beseitigt. Dabei wurden die ornamentalen Wandmalereien mit weißer Farbe übertüncht. Um 1989 wurde die Bemalung wieder freigelegt und restauriert, wodurch der Innenraum seinen ursprünglichen Raumeindruck zurückerlangt hat.
Seit dem 1. Januar 2013 ist Merbeck keine eigenständige Pfarrgemeinde mehr. Die Pfarre wurde mit einigen anderen ehemaligen Pfarreien zur Pfarre St. Martin Wegberg fusioniert. Seitdem ist St. Maternus eine Filialkirche dieser neuen Großpfarre.

## Ausstattung
Neben der ornamentalen Wand- und Deckenmalerei aus der Erbauungszeit, hat sich nahezu die komplette neugotische Ausstattung der Kirche erhalten. Davon zu erwähnen sind der reich geschnitzte hölzerne Hochaltar mit zwei dazugehörigen Seitenaltären in den Seitenschiffen, das kleine Chorgestühl im Chorraum, das steinerne Taufbecken, sowie der reliefartige Kreuzweg und die Beichtstühle.
Die Buntverglasung der Fenster ist ebenfalls noch komplett aus dem Jahr 1904 erhalten geblieben. Einige Fenster wurden vom Künstler Friedrich Stummel aus Kevelaer entworfen. Die restlichen Fenster sind von der Firma Wilhelm Derix aus Goch entworfen und hergestellt worden.

## Glocken
| Nr. | Name | Durchmesser (mm) | Masse (kg, ca.) | Schlagton (HT-1/16) | Gießer                                          | Gussjahr |
| --- | ---- | ---------------- | --------------- | ------------------- | ----------------------------------------------- | -------- |
| 1   | -    | 1.020            | 620             | g' −6               | Königliche Eijsbouts Glockengießerei, Asten     | 1955     |
| 2   | -    | 865              | 380             | b' −3               | Königliche Eijsbouts Glockengießerei, Asten     | 1955     |
| 3   | -    | 771              | 290             | c" −3               | Königliche Eijsbouts Glockengießerei, Asten     | 1951     |
| 4   | -    | 830              | 190             | des" −1             | Bochumer Verein für Gußstahlfabrikation, Bochum | 1949     |

 Motiv: Te Deum